# Padisjah
Padisjah Padishah, padeshah, badishah, padisha of padişah (Perzisch: پادشاه, pādshāh; van پاد, pād, letterlijk: "meester" en شاه, shāh, letterlijk: "koning") is in de islamitische geschiedenis van het Midden-Oosten, Zuid- en Centraal-Azië een superlatieve titel voor een monarch die boven andere vorsten claimde te staan, gelijkwaardig aan de titel "keizer" in de Europese geschiedenis. De titel is vergelijkbaar met het oorspronkelijk Achaemenidische sjahansjah ("koning der koningen").
De titel padisjah werd gebruikt door verschillende Perzische, Pastjoes en Turkse dynastieën, zoals de Achaemeniden, Sassaniden, Parthen, Timoeriden, Safawieden, Ottomanen, Moghuls en Durrani's. Voorbeelden van gebruik in de Moderne Tijd zijn onder andere de Ottomaanse sultans, koningen van Egypte, Tunesië en Libië, de sjahs van Iran (Perzië) en Afghanistan en de nizams van Haiderabad.
In Turkse volksverhalen is de Maan mannelijk, de padisjah van de feeën, en de Zon is zijn vrouw.
De benaming "Padisjah" werd door sciencefictionschrijver Frank Herbert gegeven aan de figuur van Shaddam IV, de heerser van het universum in zijn boek Duin, eveneens in de betekenis van "keizer".